# Beckidia tethys
Beckidia tethys är en tvåvingeart som först beskrevs av Henry Keith Townes, Jr. 1945.  Beckidia tethys ingår i släktet Beckidia och familjen fjädermyggor. Inga underarter finns listade i Catalogue of Life.